# Ford Fiesta VI
La Ford Fiesta VI (oppure Fiesta MkVI o Mk7 nel mercato anglosassone) è un'autovettura di segmento B prodotta dalla filiale europea della casa automobilistica statunitense Ford dal 2008 al 2017, anno in cui è stata rimpiazzata dalla generazione successiva.
Si tratta della sesta generazione dell'utilitaria Ford.

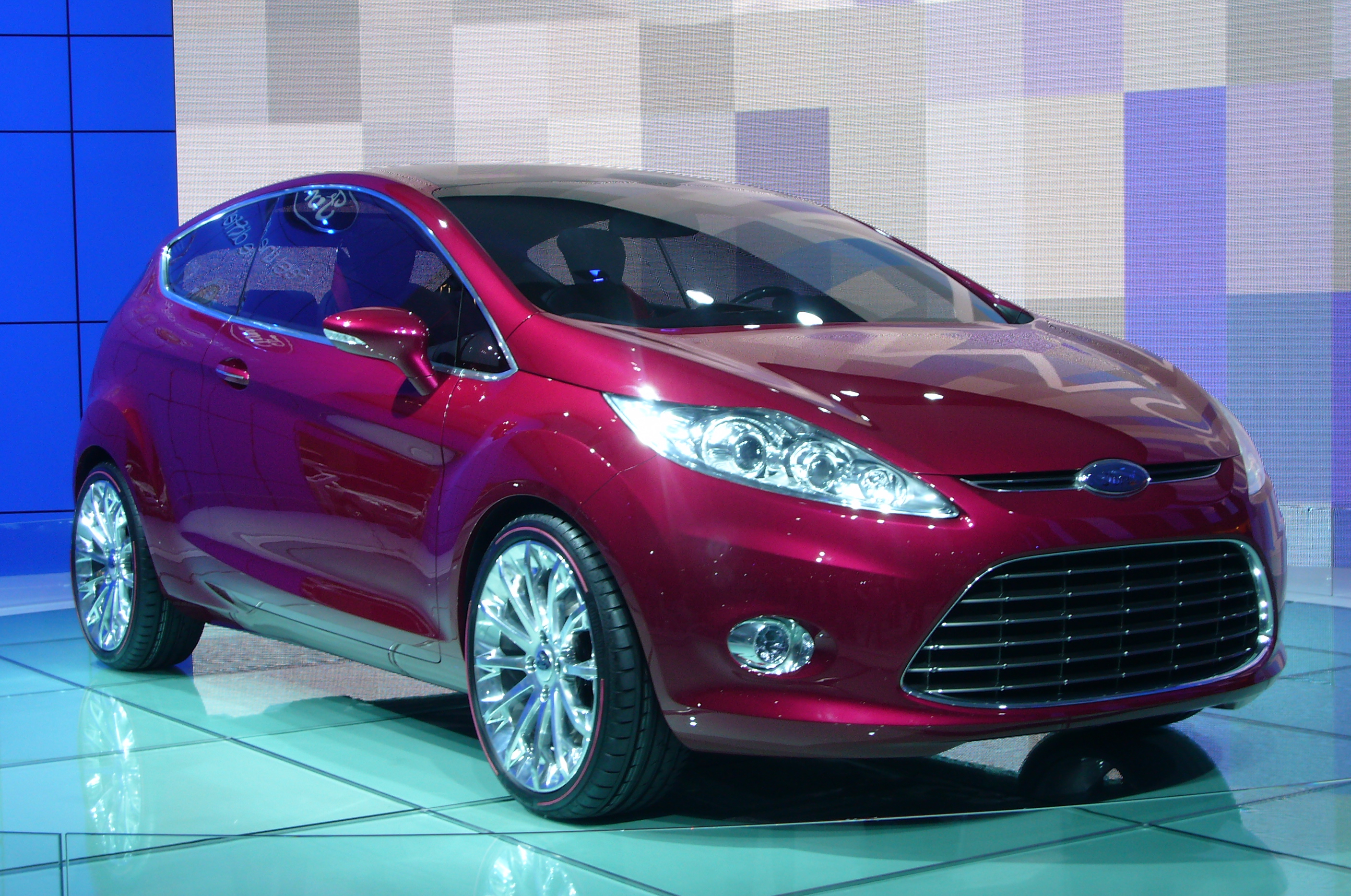
Ford Verve

## Storia

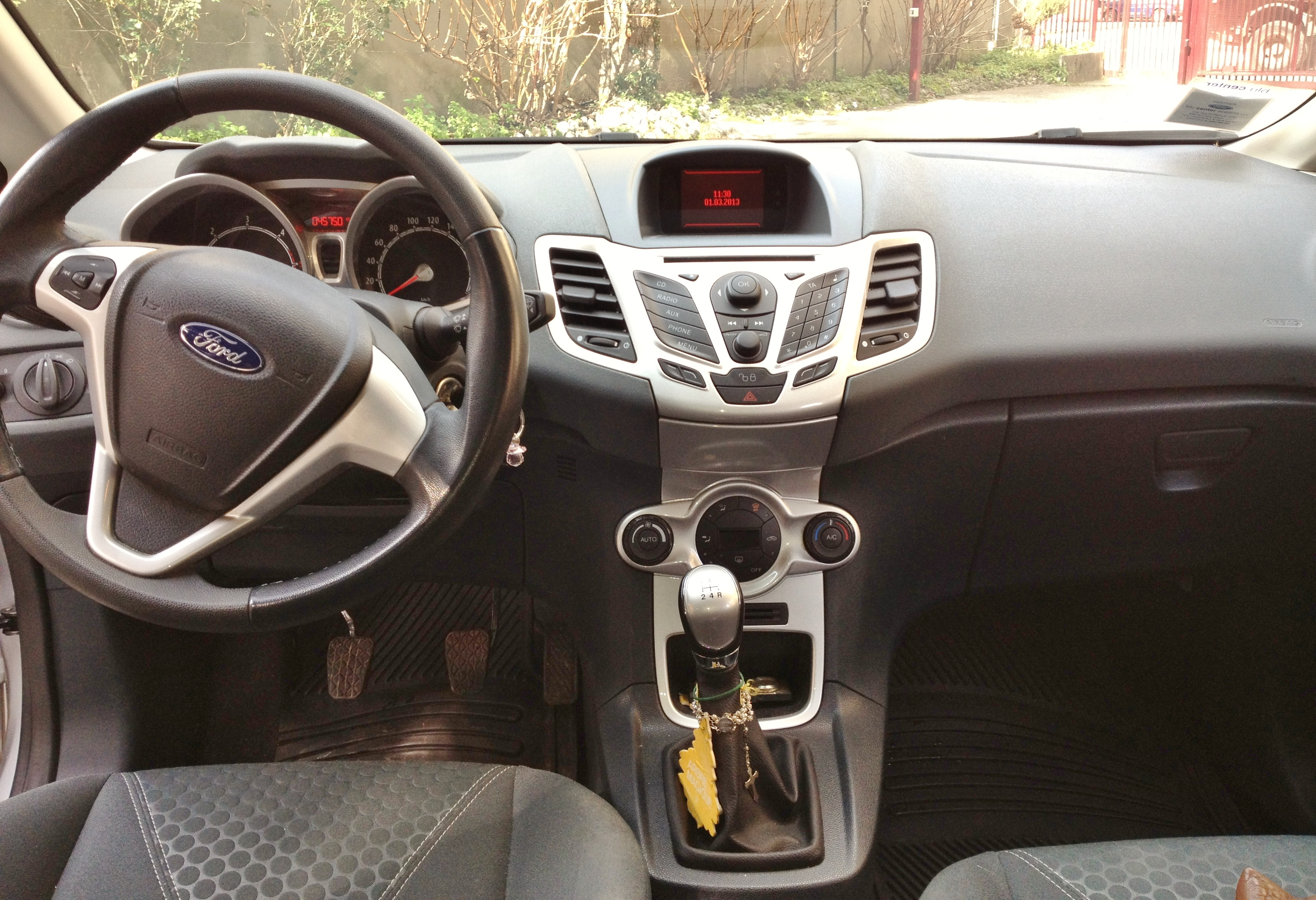
Interni di una Fiesta

Presentata al Salone di Francoforte nel 2007, la sesta generazione della Fiesta deriva dalla concept car Verve, della quale riprende le medesime linee con alcuni accorgimenti estetici.
La Fiesta è arrivata sul mercato nel settembre 2008 ed è costruita sul pianale della nuova Mazda 2, sviluppato in collaborazione tra le due case automobilistiche; è stata inoltre la Fiesta che ha riscosso maggior successo. Ha una linea molto diversa dal modello precedente, più moderna e slanciata grazie all'adozione del Kinetic Design lanciato da Ford con la S-MAX, caratterizzato da ampi passaruota, linee tese, parabrezza sfuggente e prese d'aria anteriori trapezoidali; esso conferisce all'autovettura un'ottima tenuta di strada e buone performance.
Dopo Francoforte, Ford ha presentato nei vari saloni mondiali altre varianti della vettura, tra cui la 3 porte, la 5 porte, la berlina 3 volumi (dedicata ai mercati emergenti e agli USA), la S (versione sportiva con affinamenti estetici) e la Van (destinata al commercio).
Gli interni presentano un design giovanile caratterizzato dalla presenza di un monitor centrale e di una console dotata di tastierino numerico, con la quale è possibile comporre numeri di telefono se si possiede l'autoradio con Bluetooth, o semplicemente navigare tra i menù; questa possiede una plancia colorata (grigio-azzurra oppure rossa). Il cruscotto è profondo, anche per via della geometria del parabrezza. Il quadro strumenti dalla colorazione bianca e con computer di bordo integrato risulta avere un design che tende allo sportivo. Sulla parte superiore alla console centrale è collocato lo schermo LCD dell'autoradio.
Le motorizzazioni benzina sono il 1.2 litri da 60 CV come modello d'entrata pensato per i neopatentati, il 1.2 litri da 82 CV, il 1.4 litri (cambio automatico) da 96 CV, il 1.4 litri (cambio manuale) con impianto a GPL da 96-92 CV e il 1.6 litri Ti-VCT da 120 CV per la versione sportiva, in Italia chiamata Individual. Le motorizzazioni diesel sono il 1.4 TDCi da 70 CV (68 per i veicoli con motore Euro 4) e il 1.6 TDCi da 95 CV (90 per i veicoli con motore Euro 4), di questo motore esiste anche una variante Econetic con emissioni inferiori a 100 g/km di CO2 e 3,7 l/100 km come consumo grazie ad accorgimenti di efficienza nel motore e nell'aerodinamica. Tale modello non è tuttavia in vendita nel mercato italiano. Per quanto riguarda la sicurezza, oltre all'ABS sono stati introdotti l'ESP (il quale è stato venduto come optional solo nel primo anno di produzione), 6 airbag, il controllo trazione e l'EBD. Per quanto riguarda la massa, lo sviluppo assieme alla Mazda del nuovo telaio ha permesso una riduzione del peso di circa 150 kg rispetto alla generazione precedente. La Fiesta MkVI va dai 1100 kg (1.2 3 porte) ai 1.043 kg (1.6 TDCi 5 porte).

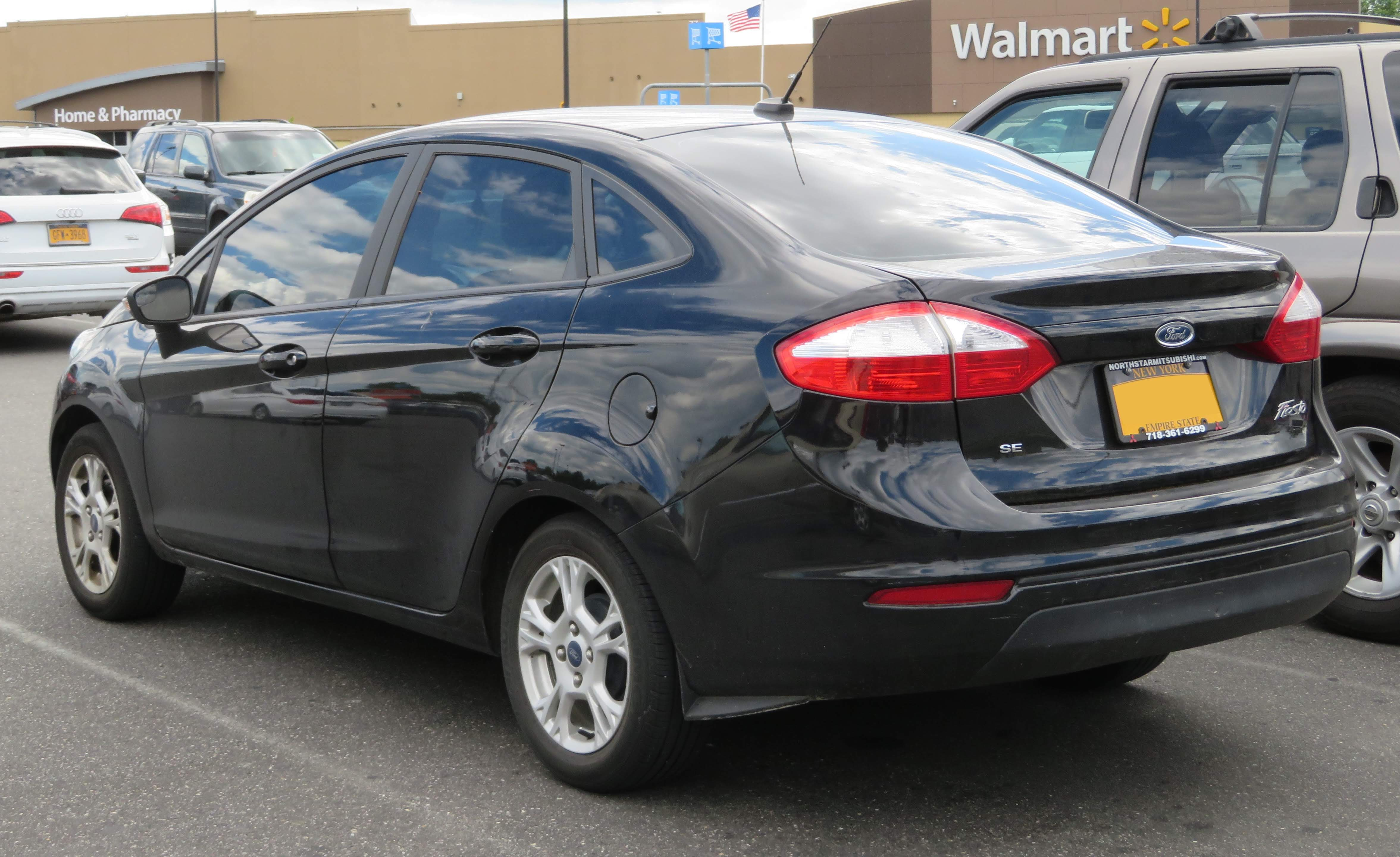
Fiesta a tre volumi a quattro porte

Nel mese di marzo 2009 (secondo le stime di Jato Dynamics ed enti specializzati) la Fiesta si è posizionata prima nella classifica delle auto più vendute in Europa e nel mondo con 52.805 unità. Il 12 gennaio 2010, i primi 500.000 esemplari sono stati prodotti in 17 mesi (a Colonia), a questi si aggiungono 170.000 unità prodotte nel 2009 nello stabilimento di Valencia. Il 10 ottobre 2016, nell'anniversario dei quarant'anni dall'esordio della prima Fiesta, dell'autovettura vengono celebrati la produzione di 17 milioni di esemplari totali dalla sua nascita.

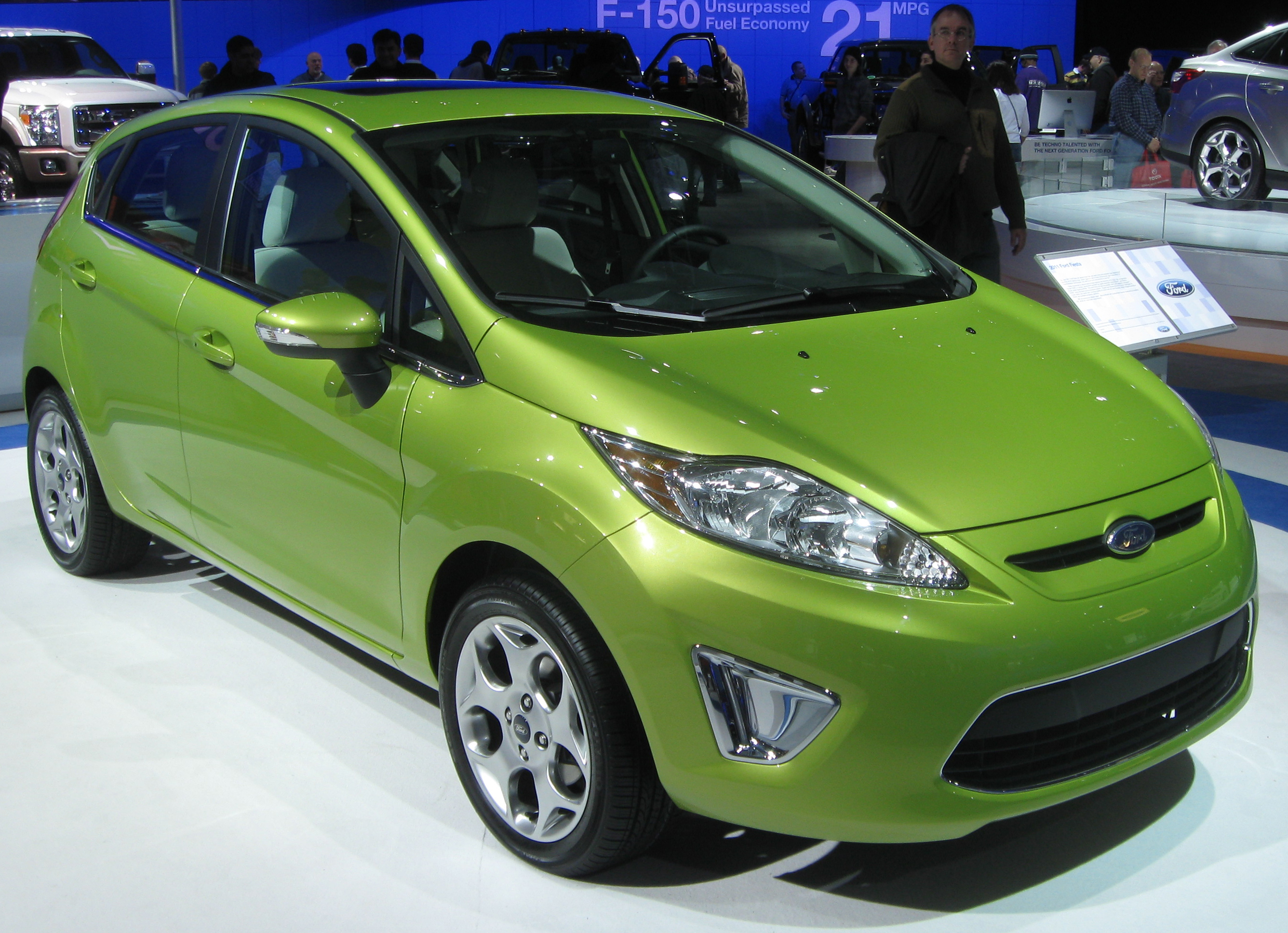
Fiesta nordamericana

## Evoluzione

### Versione per il Nordamerica
Nel 2009, al Salone dell'Auto di Los Angeles, Ford presentò la variante per il mercato nordamericano della Fiesta (sia hatchback che berlina). Venne leggermente modificata esteticamente con gli stilemi tipici delle Ford americane, come i fari e le prese d'aria con gli spigoli più accentuati. Meccanicamente, venne aumentato il diametro della barra anti-rollio anteriore e venne irrigidita del 28% la barra di torsione posteriore. La motorizzazione fu composta solo dal 1.6 benzina aspirato, da 119 CV e 157 Nm di coppia con cambio manuale a cinque rapporti o con il PowerShift sei marce a doppia frizione.

### Restyling 2013

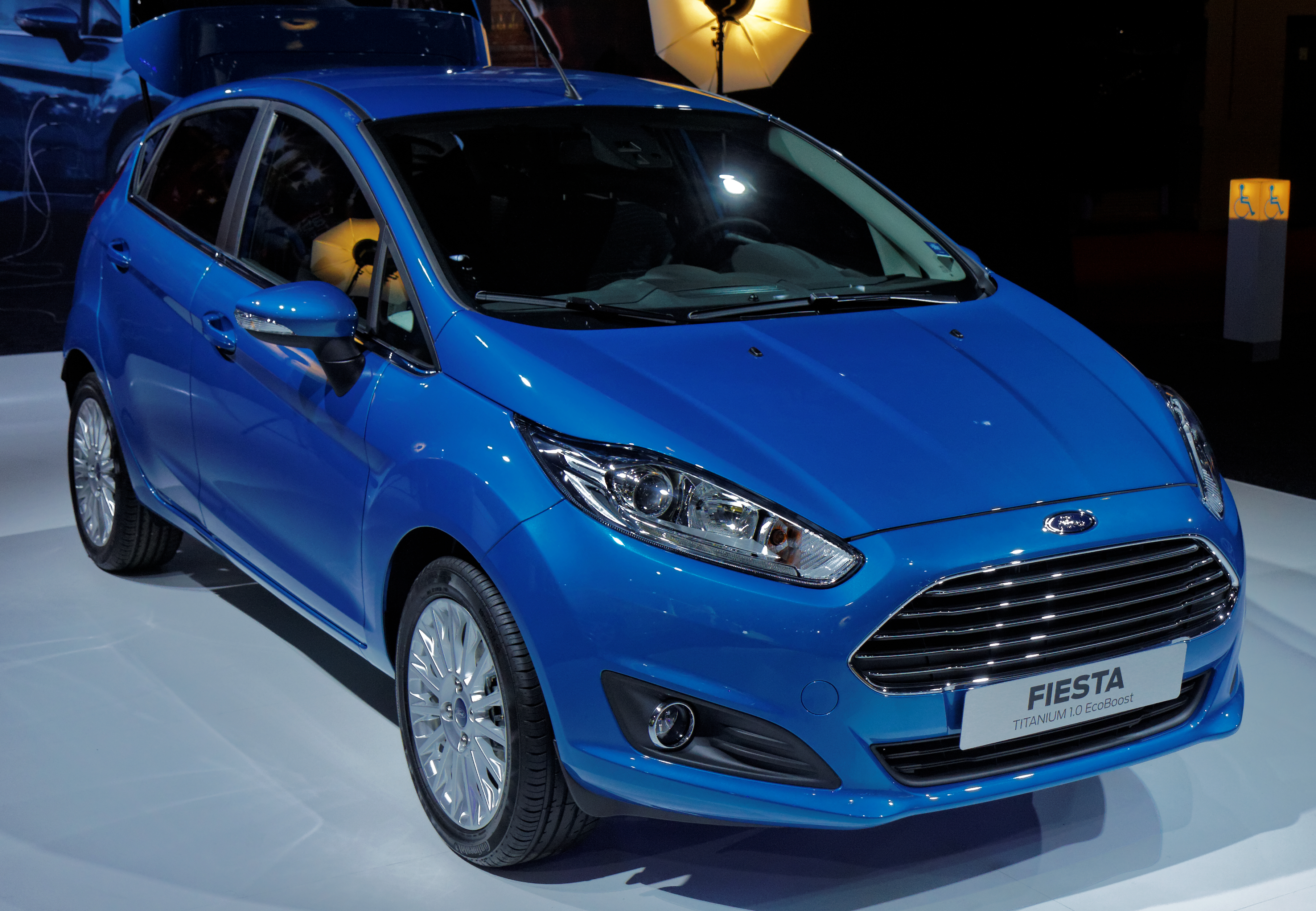
Fiesta MkVI Restyling

A dicembre 2012 la Fiesta è stata sottoposta a un restyling ispirandosi al prototipo Evos, intraprendendo così il nuovo corso stilistico Ford del Kinetic Design II. Presenta un nuovo frontale caratterizzato da una calandra trapezoidale cromata ispirata a quelle delle Aston Martin, da un diverso profilo dei fari, da un cofano motore più scolpito e da un paraurti dal profilo più spigoloso e slanciato. Al posteriore invece l'unica novità è rappresentata dai fari posteriori con un diverso disegno a LED (solo nelle versioni Titanium e ST-Line), e allo spoiler leggermente più pronunciato. Altre novità si riscontrano nel design dei cerchi in lega e negli allestimenti interni aggiornati con una plancia di color nero lucido e con l'introduzione del sistema di infotainment presente su altri modelli Ford chiamato SYNC. Per quanto riguarda i motori debuttano il nuovo tre cilindri 1.0 litro EcoBoost da 100 CV e l'inedito 1.0 aspirato, anch'esso con architettura a tre cilindri in grado di erogare 80 CV, mentre per il versante dei propulsori diesel i 1.4 e 1.6 TDCi vengono sostituiti dal nuovo 1.5 TDCi da 75 e 95 CV, quest'ultimo anche in versione ECOnetic con consumi ulteriormente ridotti.
Dalla metà del 2016 viene annunciata un allestimento dalla vocazione sportiva chiamato ST-Line. La versione, disponibile per tutte le motorizzazioni a listino, richiama esteticamente la versione sportiva Fiesta ST, da cui tuttavia riprende alcuni elementi di carrozzeria come ad esempio, lo spoiler, i cerchi e i paraurti mentre meccanicamente vi è una taratura più rigida delle sospensioni.

### Fiesta ST 2013

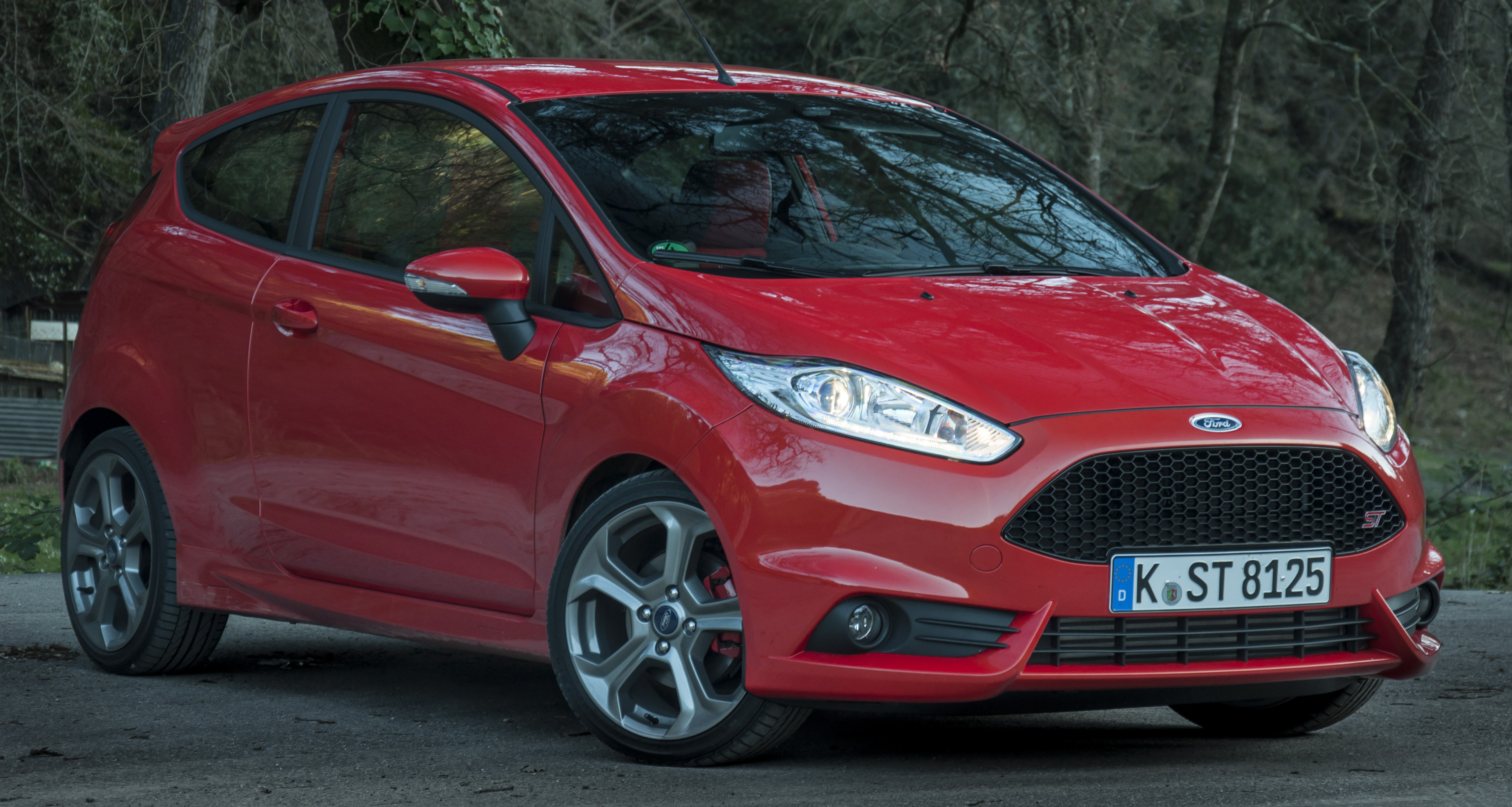
Fiesta ST del 2014

Presso il salone automobilistico di Los Angeles, è stata presentata anche la versione sportiva e di punta della gamma chiamata Fiesta ST (acronimo di Sport Technologies). Pensata per essere la versione ad alte prestazioni dell'ultima generazione della Fiesta, la vettura presenta un'unità da 1.6 litri EcoBoost 4 cilindri in linea turbocompresso costruito tutto in alluminio dotato di iniezione multipoint con doppio albero a camme in testa e doppia fasatura variabile Ti-VCT delle 16 valvole da 182 CV a 5700 giri/min di potenza con 240 Nm di coppia tra i 2600/5000 giri/min, che permettono accelerazione da 0 a 100 km/h in 6,9 secondi con una velocità massima di 220 km/h. Questo motore dispone dell'iniezione diretta con "overboost" di potenza, capace di far erogare fino a 197 CV e 290 Nm di coppia per un massimo di soli 15 secondi, grazie a un temporaneo incremento della pressione del turbo da 1 a 1,4 bar. Meccanicamente, il mezzo presenta un assetto ribassato di 15 mm, barre antirollio posteriori, sistema sterzante con una demoltiplicazione ridotta per essere più reattivo, sistema frenante composto da 4 dischi autoventilati e un cambio manuale a 6 marce a cui è abbinato un tipo di differenziale elettronico autobloccante sull'asse anteriore chiamato TVC (Torque Vectoring Control System Ford) che frena la ruota anteriore interna alla curva per favorire l'agilità e la velocità di percorrenza in curva e un ESP con tre diverse modalità d'intervento.
Al suo interno, la ST fornisce dei sedili anteriori Recaro di stampo rallistico e un arredamento più sportivo, con cambio, volante e rivestimenti parzialmente in pelle e dettagli come console e pedaliera rispettivamente in plastica lucida nera e alluminio; inoltre vicino al cruscotto è presente il sistema Sound Symposer, che attraverso un condotto, trasmette e amplifica nell'abitacolo le sonorità più rauche del propulsore. Esteticamente presenta dei cerchi sportivi a 5 razze da 17 pollici che calzano pneumatici dalla misura 205/40, nuove componenti aerodinamiche come un paraurti anteriore dal disegno più spigoloso e sportivo con prese d'aria maggiorate e una mascherina dalla trama a nido d'ape con logo ST con una griglia trapezoidale in tinta nera; al posteriore è presente uno spoiler di dimensioni maggiorate e dal nuovo disegno rispetto alle altre versioni, un paraurti posteriore che ingloba un finto estrattore nero e un impianto di scarico sportivo maggiorato con doppio terminale.

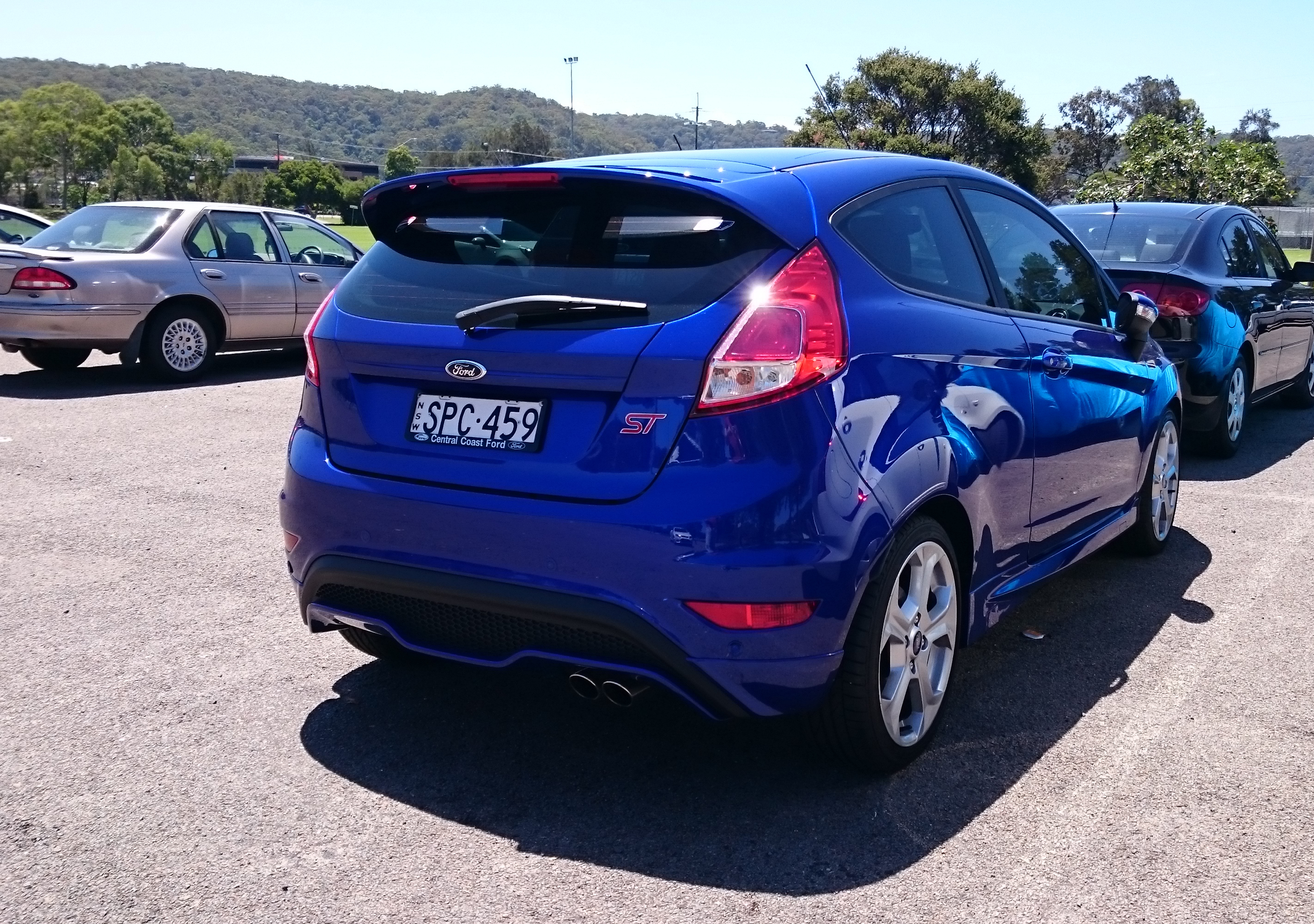
Posteriore di una Fiesta ST del 2014

#### Fiesta ST200
Al Salone di Ginevra del 2016 la Ford ha presentato una versione potenziata denominata ST200, che va ad affiancare la normale ST. Il motore, lo stesso EcoBoost da 1,6 litri turbo, è stato aggiornato e ora eroga 18 CV in più per un totale di 200 CV e 50 Nm di coppia in più per un complessivo di 290 Nm; le prestazioni dichiarate nella velocità massima sono di 230 km/h e nello 0 a 100 km/h di 6,7 secondi. Oltre a ciò i tecnici Ford hanno modificato la rapportatura della sesta marcia che è stata resa più corta per favorire la ripresa del propulsore e hanno incrementato la funzione overboost, che ora permette di avere per un breve periodo di 15 secondi 15 CV e 30 Nm di coppia in più rispetto a quelli forniti normalmente, per un totale di 215 CV di potenza e 320 Nm di coppia. Inoltre l’impianto frenante è stato potenziato, sono state aggiunte pinze freno di colore rosso e c'è una nuova taratura degli ammortizzatori e delle molle per avere una maggiore rigidità delle sospensioni. All'esterno c'è una nuova e singola colorazione grigia chiamata Solid Silver, cerchi in lega sempre da 17 pollici con verniciatura in nero opaco, mentre all'intero sono presenti un battitacco illuminato e nuovi sedili più sportivi e contenitivi completamente in pelle con cinture in tinta con la carrozzeria.

## Motorizzazioni

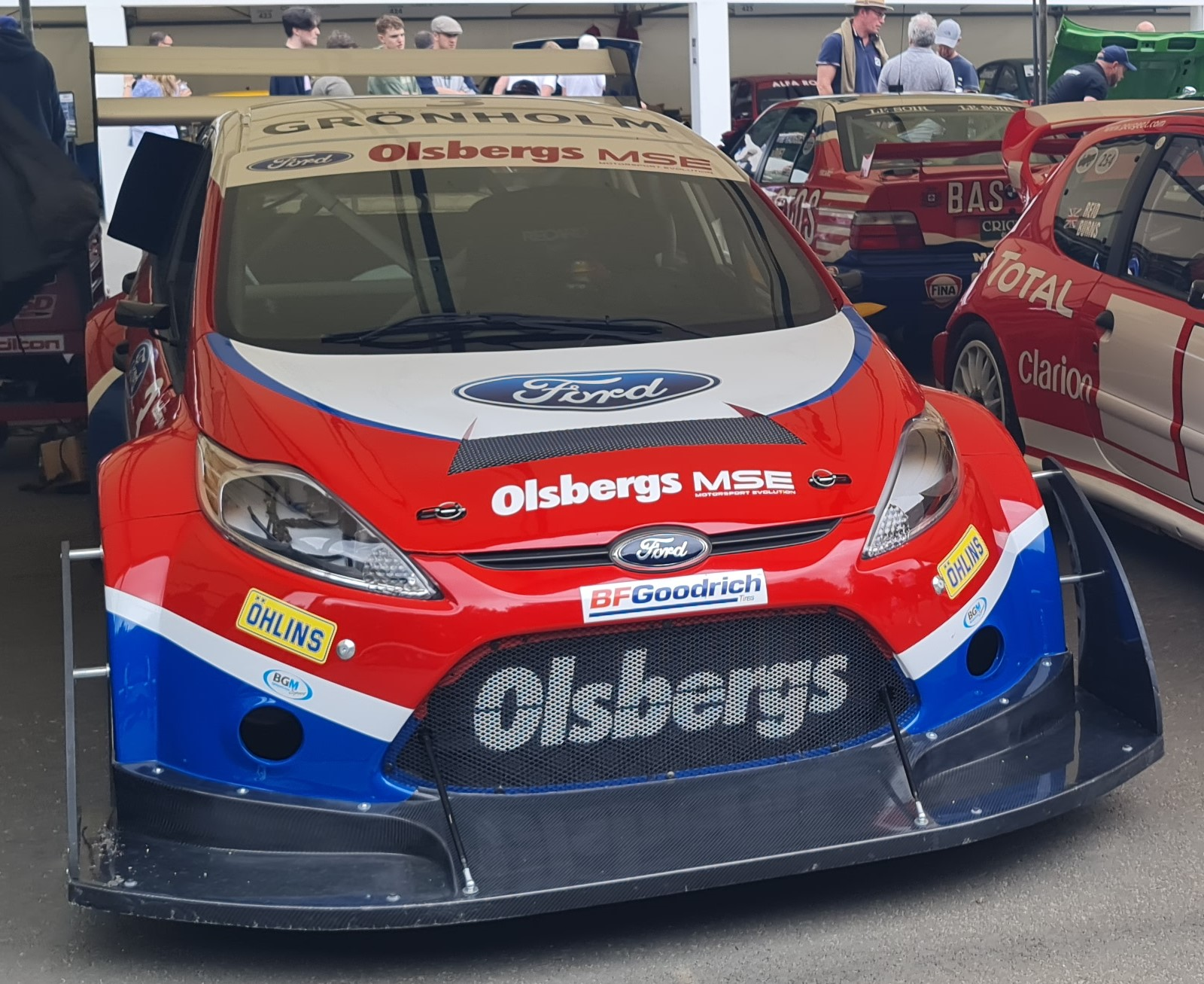
Fiesta Pikes Peak

| Modello                  | Disponibilità | Motore      | Cilindrata (cm³) | Potenza (kW) | Coppia Massima (N·m) | Emissioni CO2 (g/km) | 0–100 km/h (s) | Velocità max (km/h) | Consumo medio (km/l) |
| 1.0 12V 65               | dal 2013      | Benzina     | 998              | 48 (65 CV)   | 105                  | 105                  | 16,8           | 155                 | 21,7                 |
| 1.0 12V 80               | dal 2013      | Benzina     | 998              | 59 (80 CV)   | 105                  | 105                  | 14,9           | 165                 | 21,7                 |
| 1.0 EcoBoost (Turbo) 100 | dal 2013      | Benzina     | 998              | 74 (100 CV)  | 170                  | 99                   | 11,2           | 180                 | 23,2                 |
| 1.2 16V 60               | dal 2008      | Benzina     | 1242             | 44 (60 CV)   | 109                  | 120                  | 14,8           | 152                 | 18,2                 |
| 1.2 16V 82               | dal 2008      | Benzina     | 1242             | 60 (82 CV)   | 114                  | 129                  | 13,3           | 168                 | 17,8                 |
| 1.4 16V aut.             | dal 2008      | Benzina     | 1388             | 71 (96 CV)   | 125                  | 154                  | 13,9           | 166                 | 15,2                 |
| 1.6 16V                  | dal 2008      | Benzina     | 1596             | 88 (120 CV)  | 152                  | 134                  | 9,9            | 193                 | 16,9                 |
| 1.6 16V                  | dal 2011      | Benzina     | 1596             | 98 (134 CV)  | 160                  | 139                  | 8,7            | 195                 | 16,9                 |
| 1.4 TDCi 8V              | dal 2008      | Diesel      | 1398             | 50 (68 CV)   | 160                  | 110                  | 14,9           | 162                 | 23,8                 |
| 1.4 TDCi 8V DPF (Euro5)  | dal 2011      | Diesel      | 1398             | 51 (70 CV)   | 160                  | 110                  | 14,9           | 162                 | 23,8                 |
| 1.5 TDCi 8V              | dal 2013      | Diesel      | 1498             | 55 (75 CV)   | 185                  | 98                   | 13,5           | 167                 | 25                   |
| 1.6 TDCi 8V DPF (Euro5)  | dal 2011      | Diesel      | 1560             | 70 (95 CV)   | 205                  | 107                  | 11,8           | 175                 | 24,4                 |
| 1.6 TDCi 16V             | dal 2008      | Diesel      | 1560             | 66 (90 CV)   | 205                  | 107                  | 11,8           | 175                 | 24,4                 |
| 1.4 16V GPL              | dal 2008      | Benzina/GPL | 1388             | 71 (96 CV)   | 128                  | 114                  | 12,2           | 175                 | 13,8                 |

## Attività sportiva
La Fiesta è stata impiegata nel corso della sua carriera negli anni 2010 in svariate versioni principalmente nei rally in varie categorie tra cui R2, R5, RRC e S2000.
La Fiesta è stata utilizzata dalla Ford nel Campionato Mondiale Rally dal 2011 in sostituzione della Ford Focus RS WRC. In linea con le normative, il precedente motore turbo da 2.0 litri è stato sostituito da un motore turbo da 1.6 litri a iniezione diretta.
Come il modello precedente, questa Fiesta è stata utilizzata nel rallycross. Una Fiesta con oltre 600 kW è stata preparata per la Pikes Peak International Hill Climb, con alla guida il pilota Ford e campione del mondo di rally Marcus Grönholm. Inoltre, una variante appositamente costruita è diventata nota attraverso i video di Gymkhana di Ken Block.